# ببغاء فيجي
ببغاء فيجي طائر جميل جدا وهو صغير الحجم.